# Sint-Laurentiuskerk (Halle)
De Sint-Laurentiuskerk (Duits St. Laurentius) is een 12e-eeuws kerkgebouw in de noordelijke binnenstad van Halle (Saksen-Anhalt). Het kerkgebouw werd in 1984 volledig door brand verwoest, maar de kerk werd in de jaren daarop herbouwd. Wel ging het grootste deel van het oude interieur verloren.  

## Beschrijving
De Laurentiuskerk is een tweeschepig gebouw zonder dwarsschip met een westelijke dwarstoren en een diep naar onder hangend kerkdak. In de buitenmuren zijn ovale vensters ingebouwd. Het hoofdschip heeft een tongewelf en het zijschip heeft galerijen. 

## Bouwgeschiedenis
Met de bouw van het kerkgebouw werd omstreeks 1140 begonnen. De westelijke toren met het zadeldak dateert uit deze periode en is grotendeels hetzelfde gebleven. Het is romaans en heeft galmgaten in de vorm van een dubbele arcade met een zuil. In het jaar 1570 werd het kerkschip naar het oosten vergroot. Er werd een driezijdige koorafsluiting aangebouwd en een houten tongewelf ingebouwd. In 1690 volgde een nieuwe, nog fundamentelere verbouwing met een uitbreiding van zijkapellen op de zuidzijde en de aanbouw van een noordelijk zijschip. In 1751 werd het zijschip door de inbouw van galerijen verhoogd. 
In 1984 verwoestte een brand de kerk en beroofde het gebouw van grote delen van de inrichting. De herbouw volgde in eenvoudiger opzet en in 1991 werd de kerk opnieuw ingewijd. In 1996 werd weer een orgel ingebouwd.

## Inrichting
- het doopvont van 1478 met een afbeelding van de heilige Laurentius;
- een vleugelaltaar uit het einde van de 15e eeuw;
- grafstenen aan de binnen en buitenmuren (de oudste van 1570), waarvan men enige vond bij een restauratie onder de kerkvloer.

## Klokken
Eén van de drie klokken werd tijdens de Tweede Wereldoorlog omgesmolten. De beide overige klokken uit 1467 en 1602 vielen tijdens de brand van 1984 uit de klokkenstoel. Er is een poging gedaan om ze te restaureren, maar men stelde vast dat de schade onherroepelijk was. Ze staan tegenwoordig in het kerkgebouw opgesteld. Op paasmaandag 2002 werden de nieuwe klokken ingewijd.  
| Nr. | Naam       | Gietjaar | Gieter                                | Doorsnee (mm) | Gewicht (kg) | Slagtoon (HT)-1/16) |
| --- | ---------- | -------- | ------------------------------------- | ------------- | ------------ | ------------------- |
| 1   | Osanna     | 2001     | Klokken- en Kunstgieterij Lauchhammer | 1.193         | 1.100        | f1 +4               |
| 2   | Maria      | 2002     | Klokken- en Kunstgieterij Lauchhammer | 1.085         | 856          | g1 +3               |
| 3   | Laurentius | 2002     | Klokken- en Kunstgieterij Lauchhammer | 985           | 649          | a1 +5,5             |

## Kerkhof
De Laurentiuskerk was vroeger de parochiekerk van de voorstad Neumarkt, oorspronkelijk een dorp, dat zich sinds ontwikkelde bij een in 1116 opgericht Augustijns klooster. Het klooster werd in 1531 opgeheven en er herinnert niet meer aan; de stenen ervan werden voor de bouw van de Neue Residenz gebruikt. Tegenwoordig wordt de kerk door een oud kerkhof omgeven waar veel professoren, theologen en andere persoonlijkheden werden bijgezet.